# هرزگوین

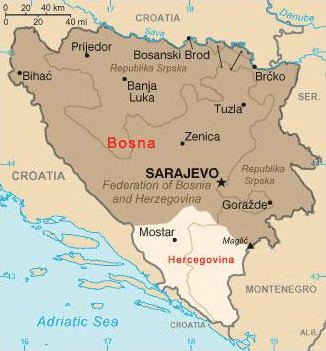
مرز تقریبی بین بوسنی (تیره) و هرزگوین (روشن)

هرزگوین، نام ناحیه جنوبی و کوچک‌تر کشور بوسنی و هرزگوین است. بخش دیگر کشور بوسنی و هرزگوین که ناحیهٔ شمالی آن را تشکیل می‌دهد، بوسنی است.
اندازه‌گیری‌های انجام‌شده، مساحت این ناحیه را بین ۱۱٬۴۱۹ تا ۱۲٬۲۷۶ کیلومتر مربع (حدود ۲۰٪ مساحت کشور بوسنی و هرزگوین) محاسبه کرده‌اند. 

## نگارخانه

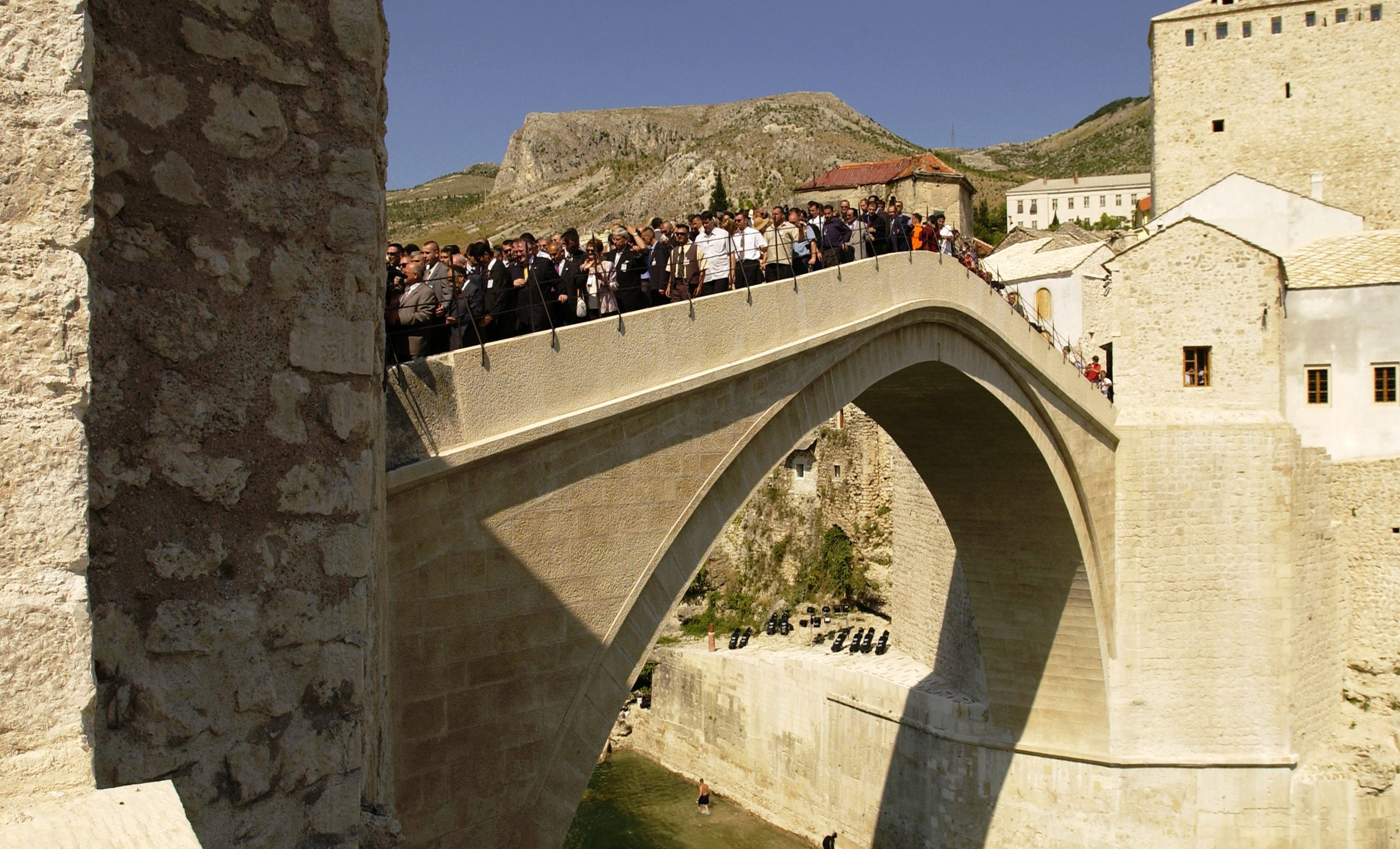
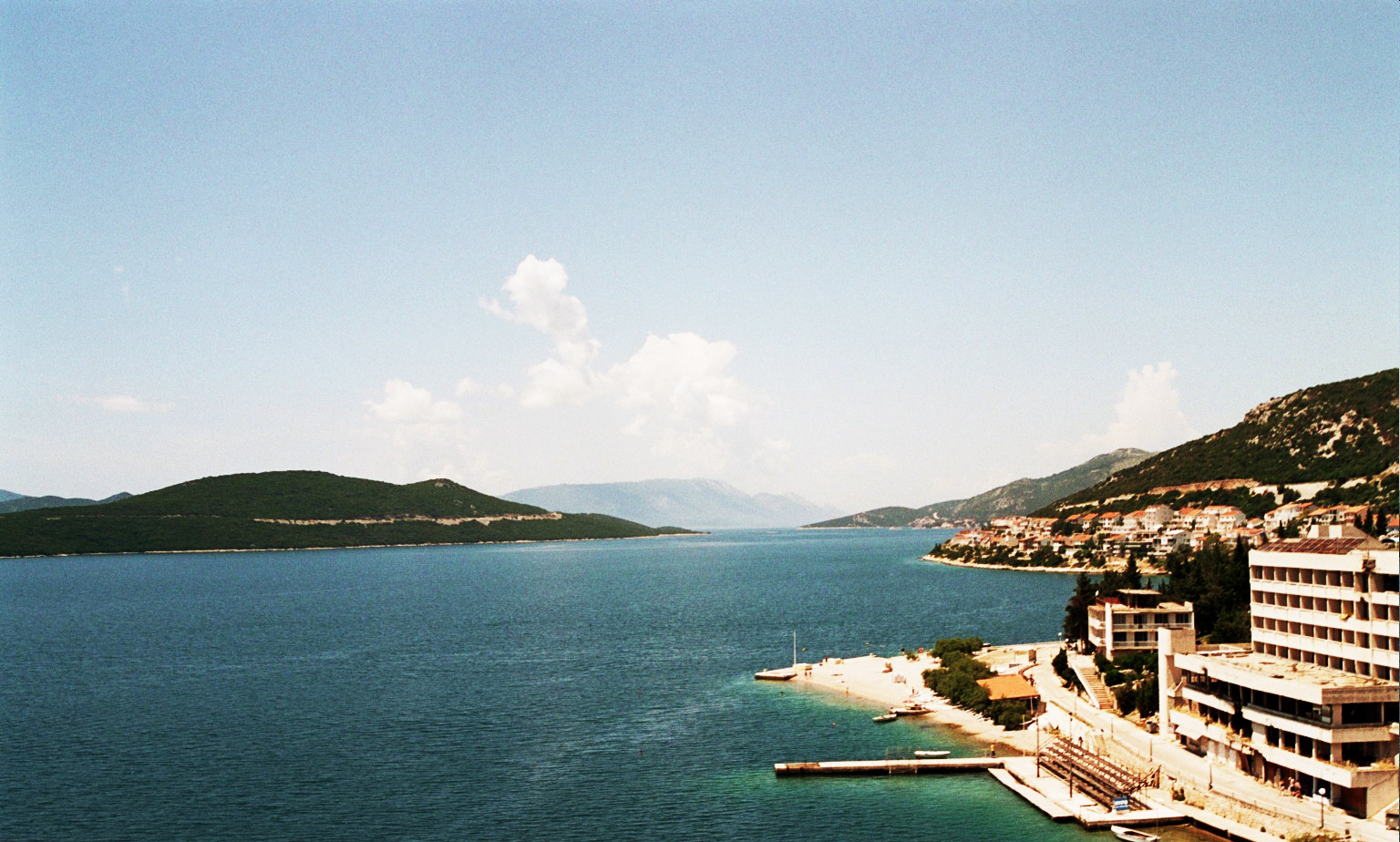
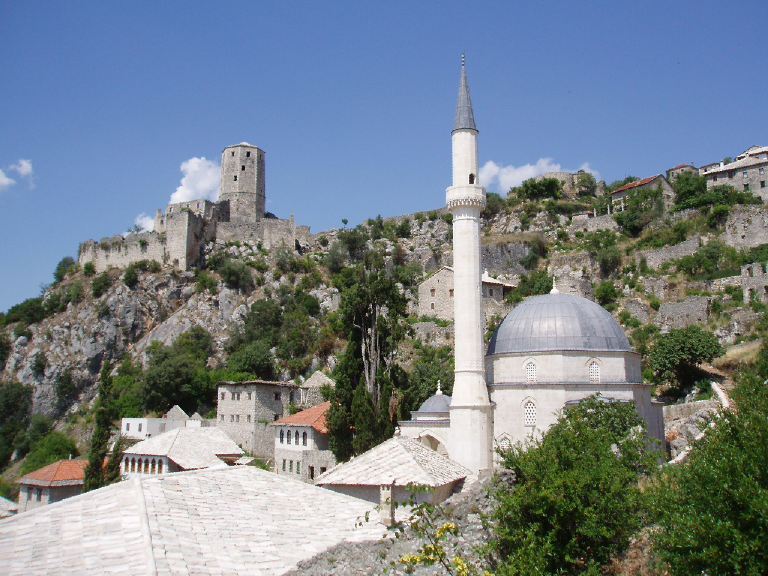
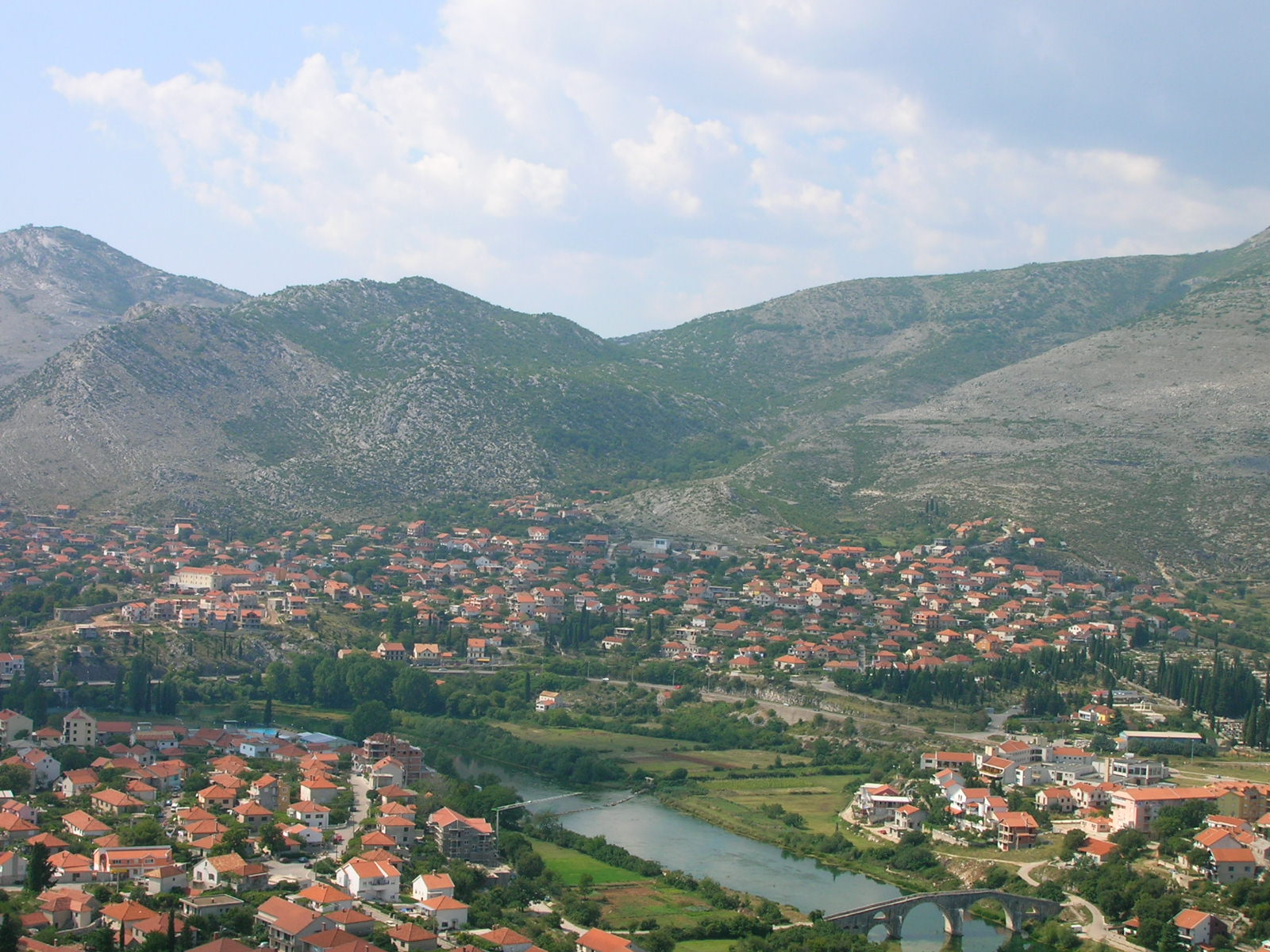
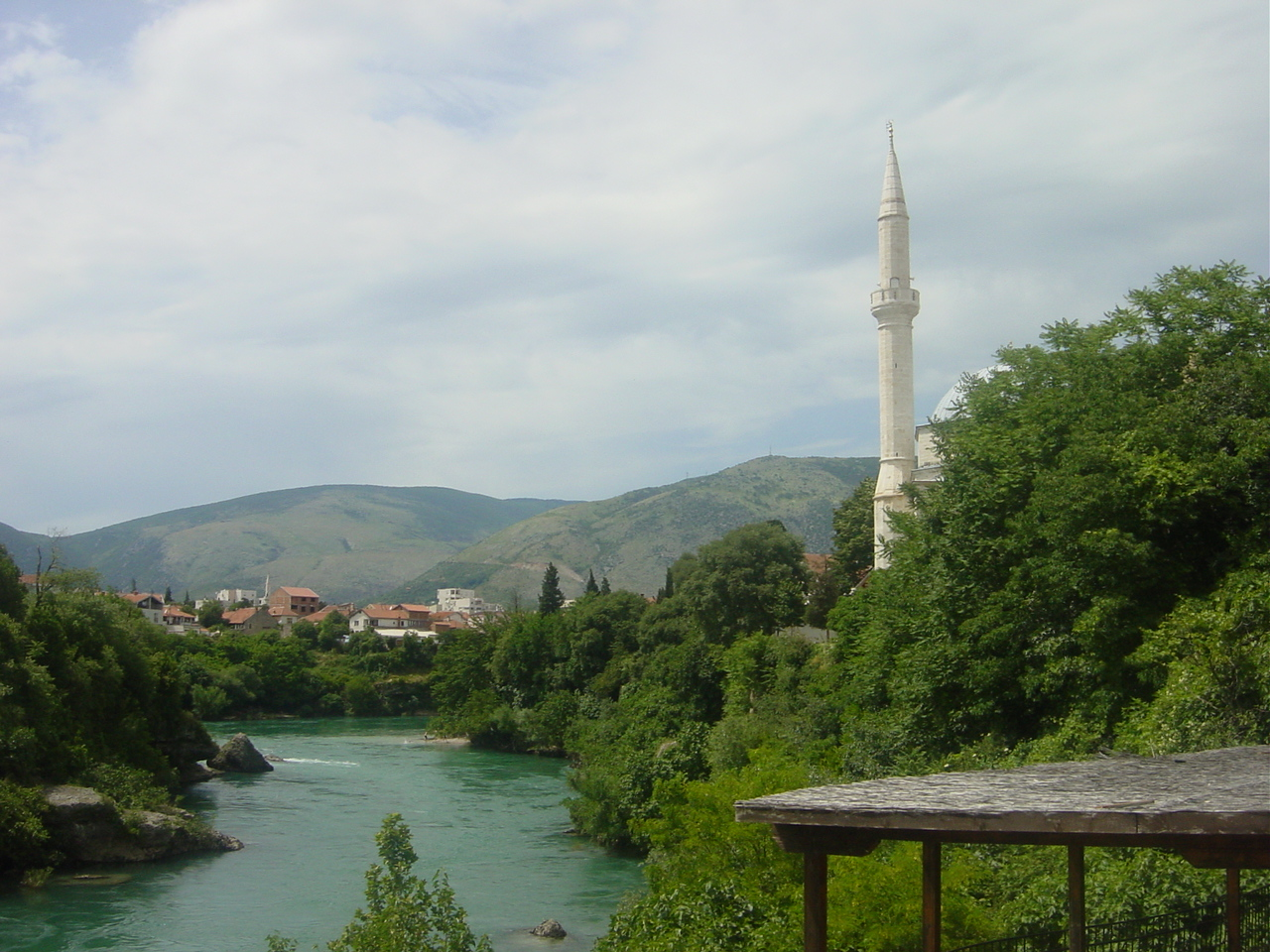
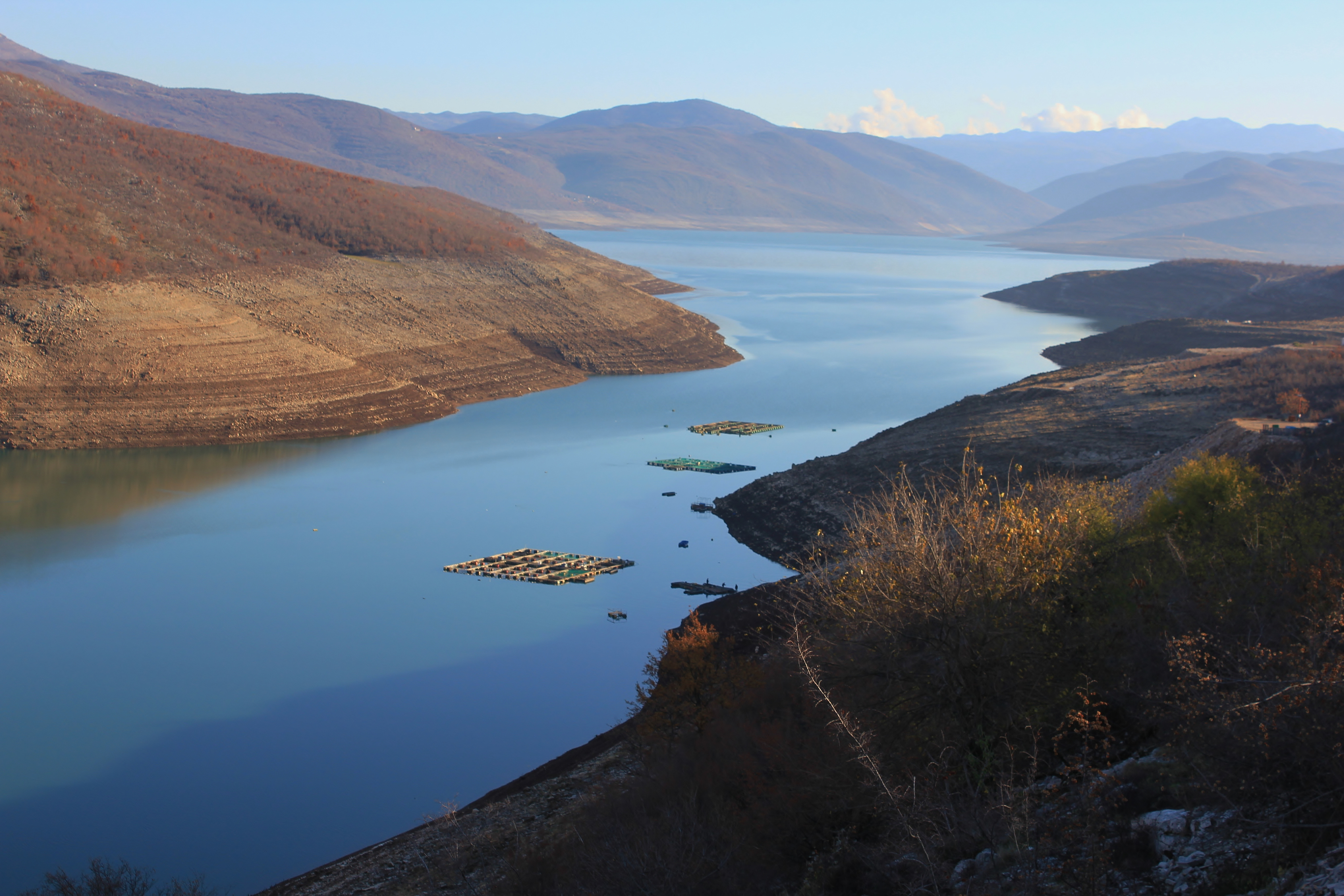